# Chi Bông
Để có thông tin về lịch sử và công dụng của sợi bông, xem bài bông vải.
Chi Bông (danh pháp khoa học: Gossypium) là một chi thực vật của 39-40 loài cây bụi trong họ Cẩm quỳ (Malvaceae), có nguồn gốc từ vùng nhiệt đới và cận nhiệt đới của cả Cựu Thế giới và Tân Thế giới. Các loài bông vải, nguồn cung cấp sợi bông thương phẩm thuộc về chi này.
Các loài bông có thể cao tới 3 m (10 ft). Lá của chúng rộng bản và có thùy, với 3 hay 5 thùy (ít khi 7). Các hạt chứa trong quả nang gọi là quả bông, mỗi hạt được bao phủ bởi các sợi giống như lông tơ, gọi là sợi bông. Các loài bông có giá trị thương phẩm là G. hirsutum (Hoa Kỳ và Úc), G. arboreum và G. herbaceum (châu Á), G. barbadense (Ai Cập). Trong khi các sợi bông của các loài, giống trong tự nhiên có thể có các màu trắng, nâu, lục thì nỗi lo sợ về việc làm hư hỏng tính di truyền của giống bông sợi trắng đã làm cho người ta ngăn cấm việc trồng các giống bông có sợi có các màu không phải là trắng trong nhiều khu vực trồng bông.

## Các loài
Các loài bông có giá trị thương phẩm
Các sợi bông thương phẩm, được dùng để sản xuất vải bông và may mặc quần áo, được thu hoạch từ quả của cây bông. Các loài sau đây được trồng với quy mô lớn:
- Gossypium arboreum L. – cây bông châu Á này có nguồn gốc ở Nam Á.
- Gossypium barbadense L. – cây bông Nam Mỹ hay cây bông đảo biển, có nguồn gốc ở vùng nhiệt đới Nam Mỹ.
- Gossypium herbaceum L. – cây bông vải hay cây bông Cận Đông, có nguồn gốc ở miền nam châu Phi.
- Gossypium hirsutum L. – cây bông cao nguyên, có nguồn gốc ở khu vực Trung Mỹ, Caribe và miền nam Florida, Hoa Kỳ.

Các loài không thương phẩm
- Gossypium sturtianum J.H. Willis – cây bông Úc hay hồng sa mạc Sturt (Sturt's Desert Rose), có nguồn gốc ở Úc.
- Gossypium thurberi Tod. – cây bông dại Arizona, có nguồn gốc ở Arizona, New Mexico và miền bắc México.
- Gossypium tomentosum Nutt. cũ Seem – Ma'o hay cây bông Hawaii, là loài đặc hữu của khu vực quần đảo Hawaii. Các sợi bông của loài này là ngắn và có màu nâu hung đỏ, không phù hợp cho việc xe sợi hay xoắn sợi thành các sợi chỉ.

## Một vài hình ảnh về cây bông

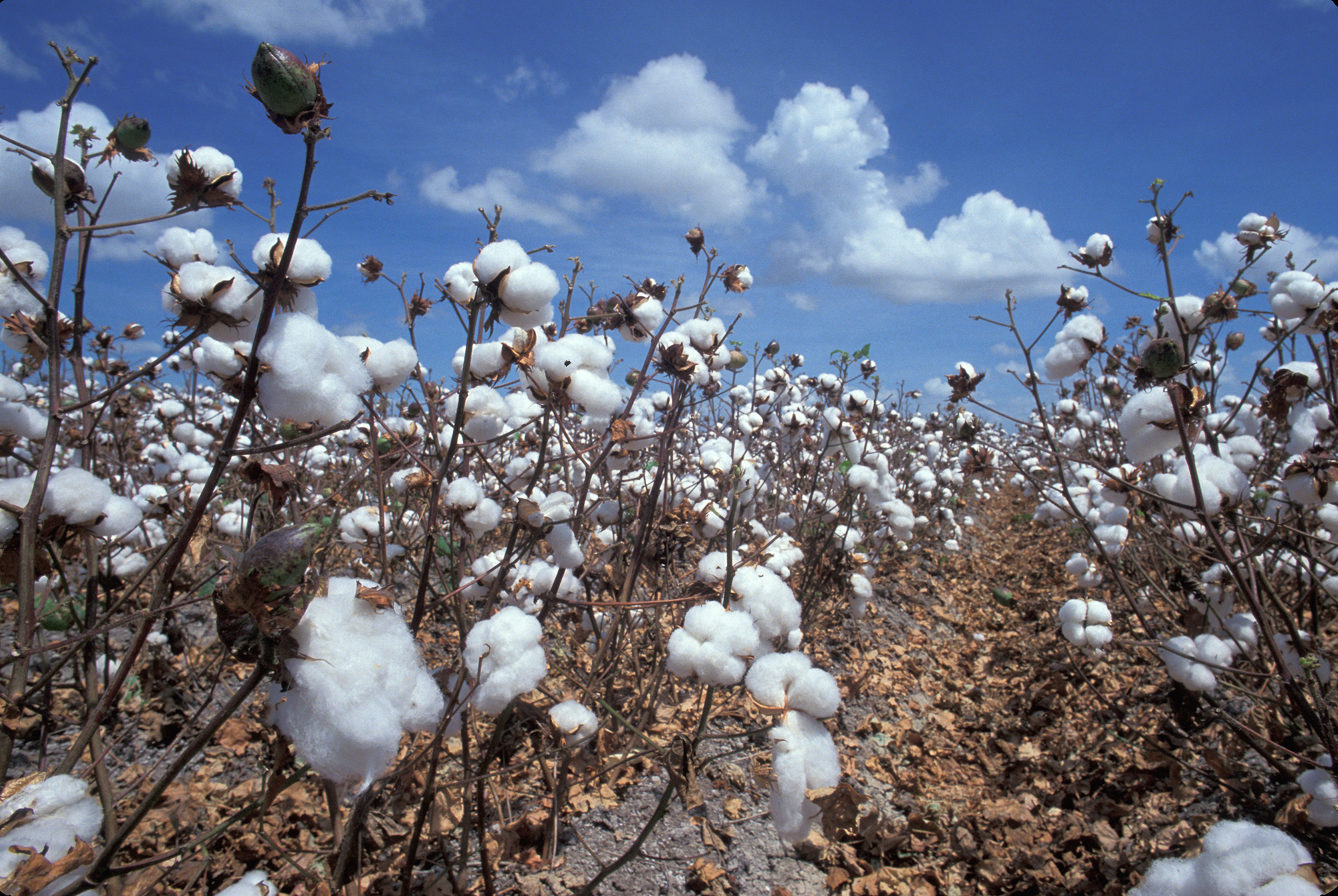
Quả bông nở trên đồng
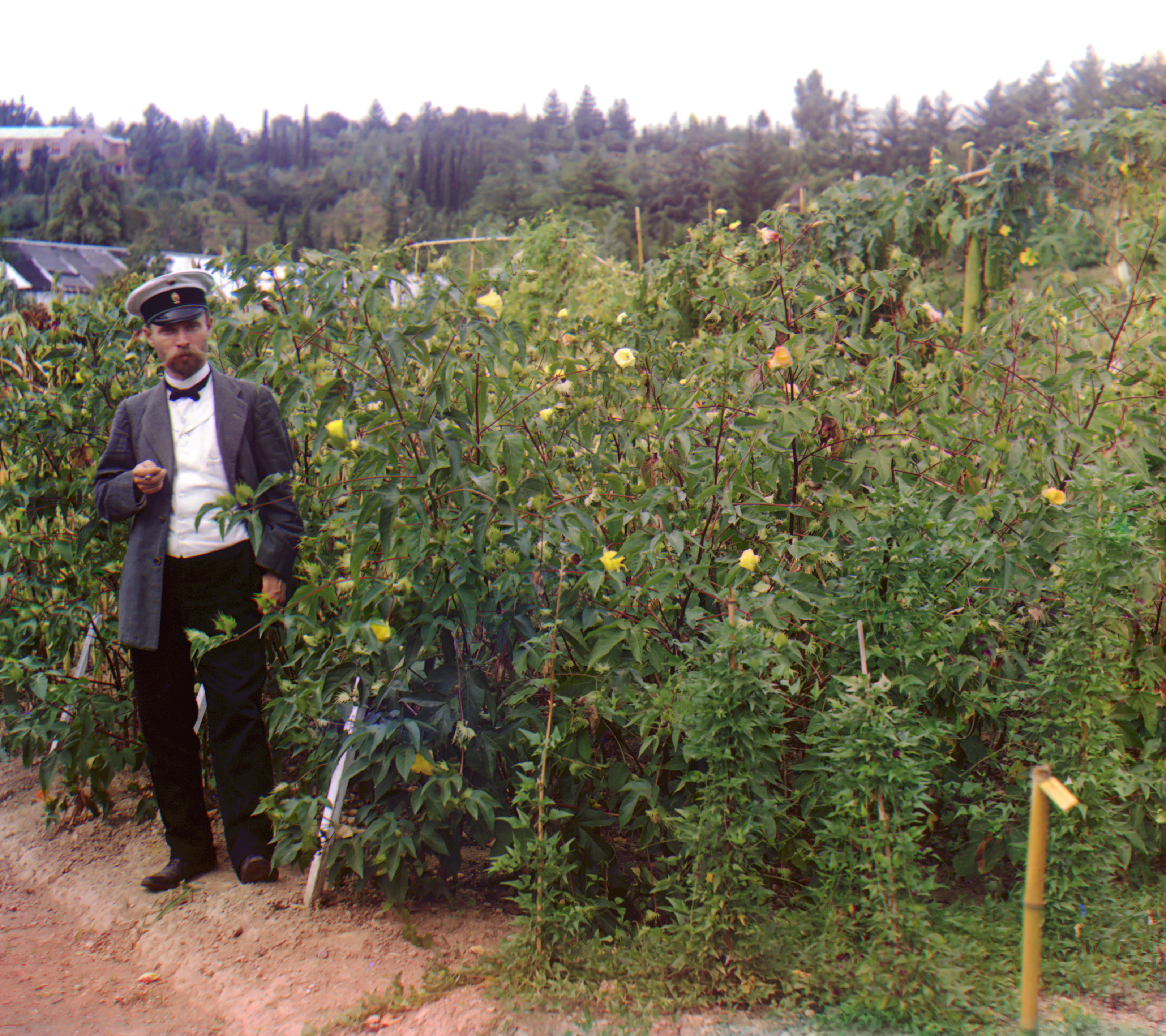
Cánh đồng bông tại Vườn thực vật Sukhumi, ảnh chụp khoảng năm 1912.
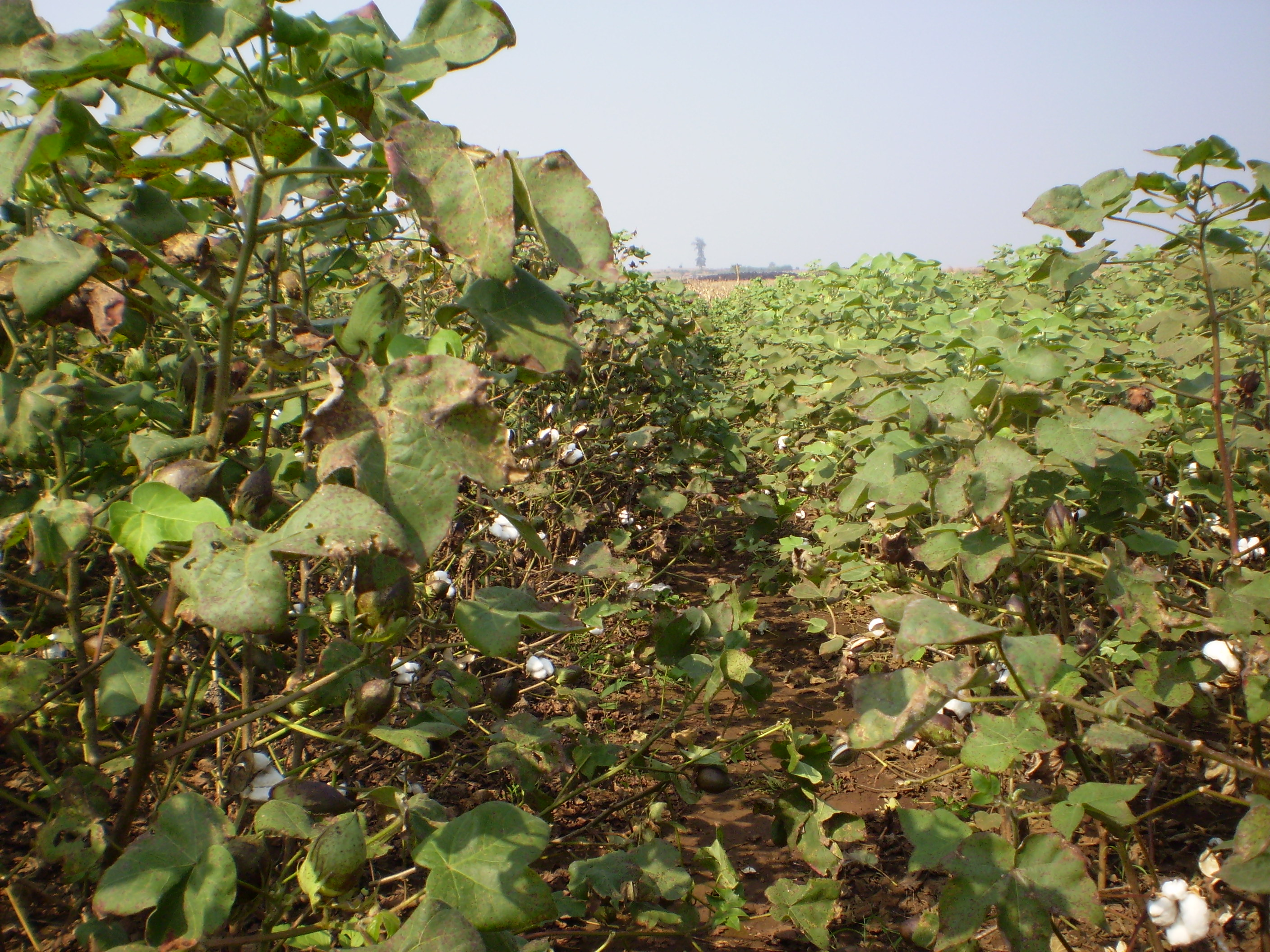
Cây bông đang mùa ra quả
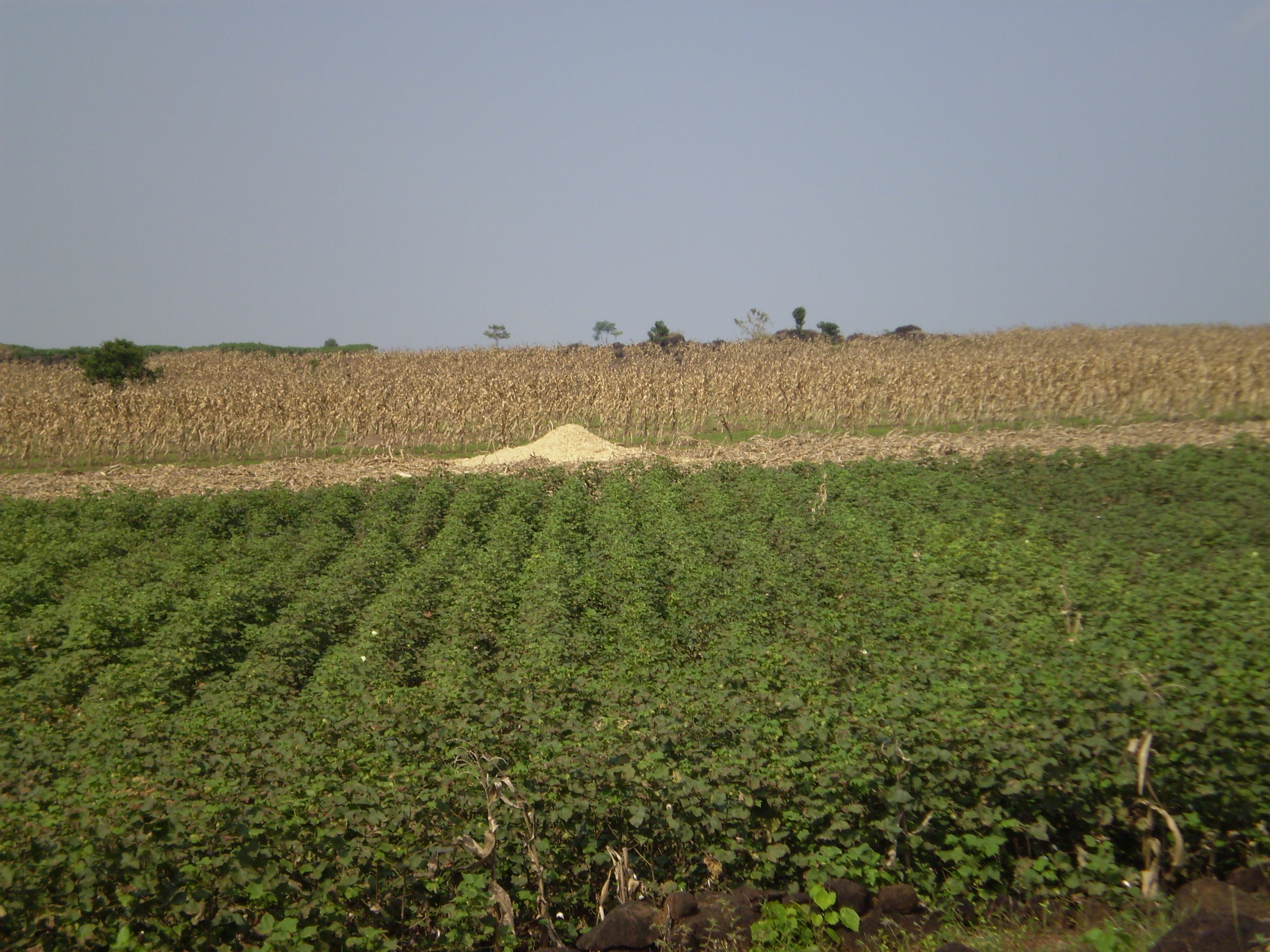
Vườn bông tại Đắk Lắk

## Sâu bệnh

### Sâu
- Mọt bông (Anthonomus grandis)
- Rệp muội bông (Aphis gossypii)
- Sâu ăn quả bông như các loài sâu xanh chi Helicoverpa như (H. armigera, H. zea) và sâu ăn chồi bông như H. punctigera, là các loài sâu bướm phá hoại mùa màng của cây bông.
- Một số ấu trùng của các côn trùng khác thuộc bộ Lepidoptera phá hại bông - xem Danh sách Lepidoptera phá hại cây bông.
- Rệp lục (Creontiades dilutus), một loài côn trùng hút nhựa.
- Nhện đỏ son: Các loài thuộc chi Tetranychus như T. urticae, T. ludeni và T. lambi.
- Bọ trĩ như Thrips tabaci, Scirtothrips dorsalis và Frankliniella schultzei.
- Rầy xanh hai chấm (Amrasca devastans).

### Bệnh
- Đốm lá Alternaria do Alternaria macrospora và Alternaria alternata gây ra
- Thối quả Anthracnose do Colletotrichum gossypii gây ra
- Thối rễ đen do nấm Thielaviopsis basicola gây ra
- Tàn lụi do Xanthomonas campestris pv. malvacearum gây ra
- Thối quả Fusarium do các loài Fusarium gây ra.
- Thối quả Phytophthora, do Phytophthora nicotianae thứ parasitica gây ra
- Thối quả Sclerotinia, do nấm Sclerotinia sclerotiorum gây ra

## Bông biến đổi gen
Bông biến đổi gen (GM) được tạo ra để giảm sự phụ thuộc lớn vào thuốc trừ sâu. Bông biến đổi gen được sử dụng rộng rãi khắp thế giới với ý kiến cho rằng nó cần ít thuốc trừ sâu so với bông thông thường tới 80 %. Tổ chức ISAAA cho rằng bông biến đổi gen được trồng trên diện tích lên tới 67.000 km² vào năm 2002 và chiếm 20 % tổng diện tích trồng bông trên toàn thế giới. 73 % sản lượng bông của Hoa Kỳ trong năm 2003 là từ bông biến đổi gen.
Sự giới thiệu bông biến đổi gen ban đầu vào trong sản xuất là do thảm họa mất mùa bông tại Australia - sản lượng đã thấp hơn rất nhiều so với dự báo và các giống bông thương phẩm bị thụ phấn chéo với các giống bông lai tạp khác. Hiện nay tại Australia, sau khi đưa giống biến đổi gen thứ hai vào sản xuất thì năm 2003 đã có 15% sản lượng bông của nước này là từ bông biến đổi gen và năm 2004 là 80% sản lượng khi mà giống nguyên thủy đã bị cấm trồng.

## Bông "hữu cơ"
Bông "hữu cơ" là bông trồng không sử dụng thuốc trừ sâu hay các phụ gia hóa chất khác vào phân bón, thay vì điều đó, người ta sử dụng các phương pháp ít gây hại môi trường Lưu trữ ngày 8 tháng 12 năm 2004 tại Wayback Machine. Bông hữu cơ được dùng để sản xuất nhiều thứ, từ khăn mùi soa tới các bộ áo choàng kimono. Có các mức độ cấp chứng chỉ khác nhau, nhưng ít nhất thì sản phẩm phải được thu hoạch từ bông trồng trên đất không sử dụng các hóa chất ttrong ít nhất 3 năm trước.

## Liên kết ngoài

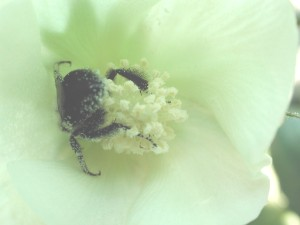
Hoa của Gossypium hirsutum với ong nghệ đang thụ phấn, tại Hemingway, Nam Carolina
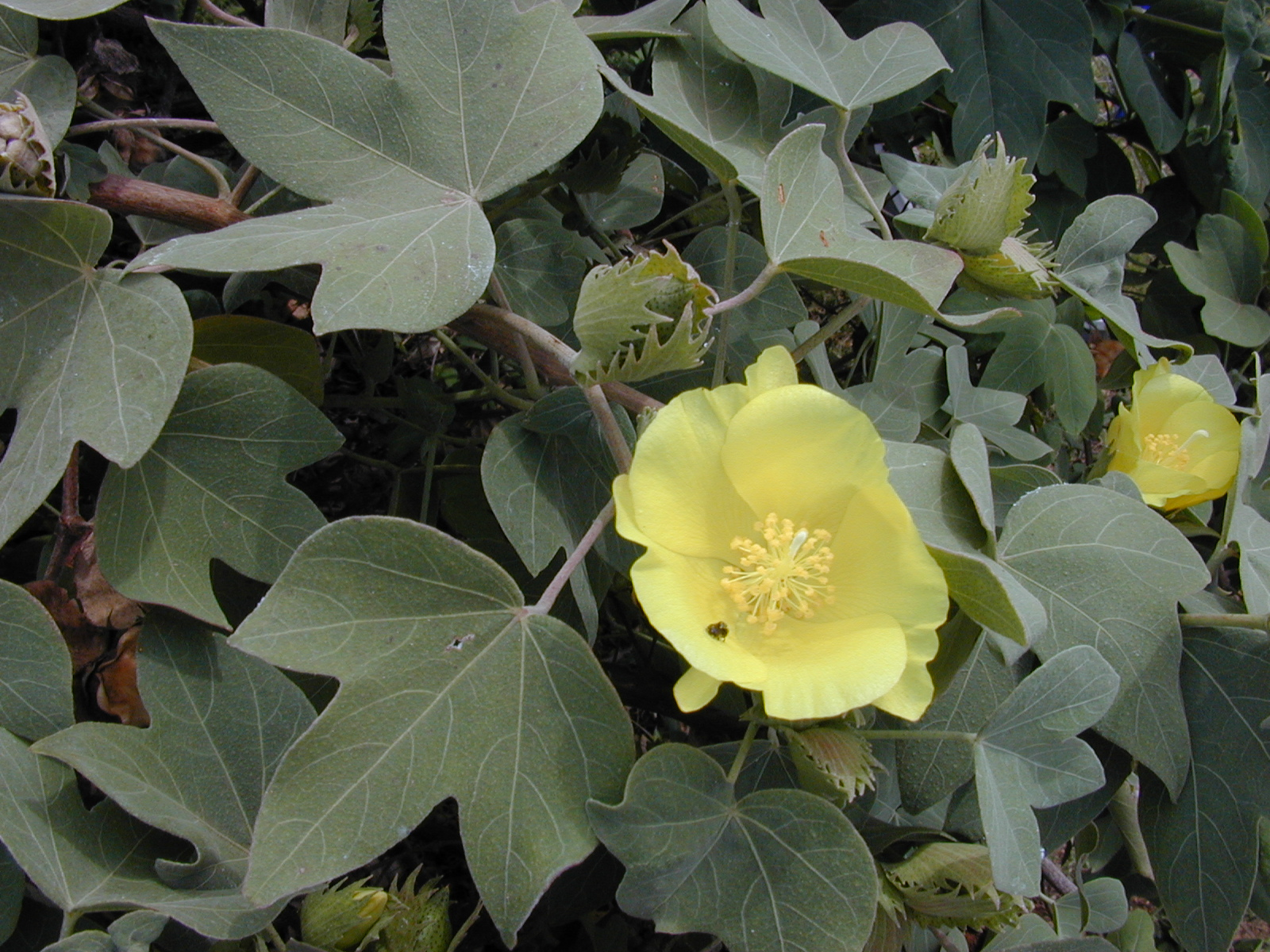
Gossypium tomentosum
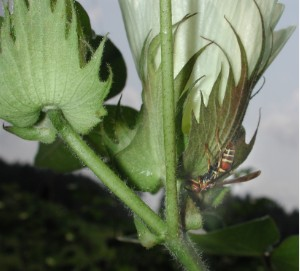
Kiểm soát sinh học tự nhiên: Ong bắp cày đang tìm kiếm những con sâu trên cây bông tại Hemingway, Nam Carolina